# Cyrix Cx486SLC

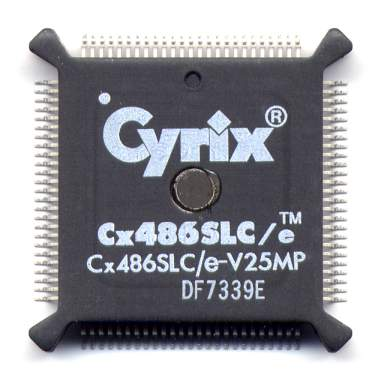
Cyrix Cx486SLC mikroprocesszor

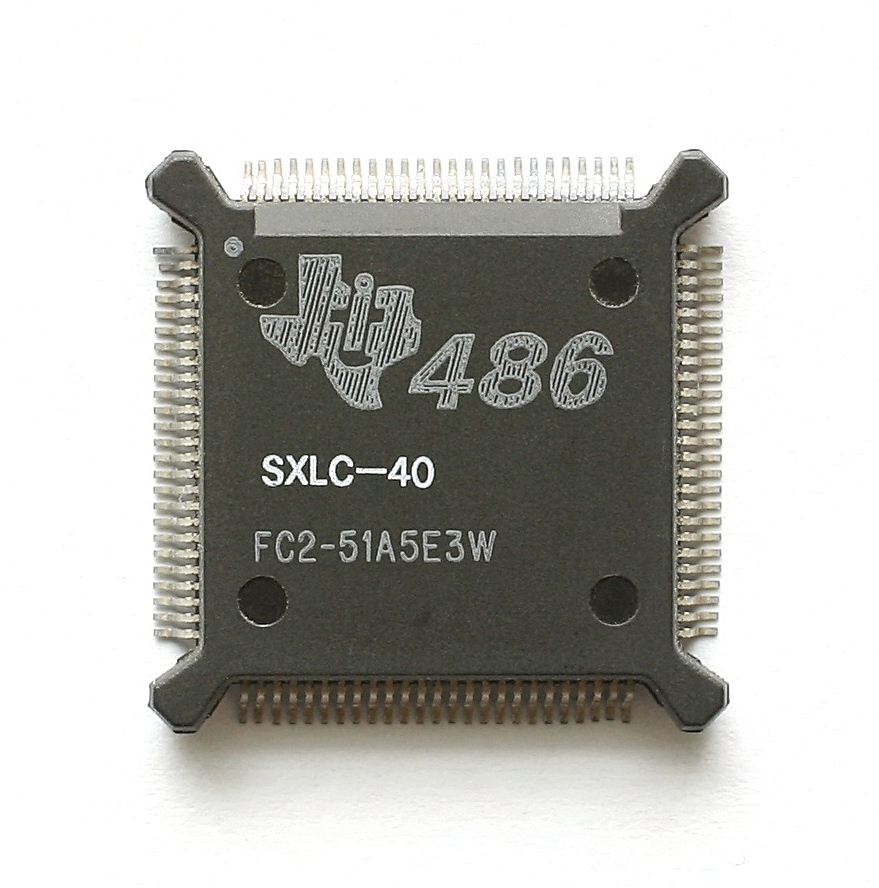
Texas Instruments TI486SXLC

A Cyrix Cx486SLC volt az első CPU a Cyrix kínálatában, miután a cég eleinte x87-kompatibilis koprocesszorokat kínált, amelyek Intel gyártmányú egységeknél jobb teljesítményt nyújtottak, azonos vagy alacsonyabb áron.
A 486SLC az i386SX sínen alapul, és az Intel 386SX és 486SX modellekkel versenyző, belépő szintű modellnek szánták. A 486SLC-t a Texas Instruments gyártotta a Cyrix számára, amelyet saját maga is forgalmazott TI486SLC néven. Később megjelentettek egy saját modellt is ebből a csipből, a TI486SXLC jelűt, amelyben 8 KiB belső gyorsítótár volt, míg az eredeti Cyrix tervekben csak 1 KiB szerepelt. A hasonló nevű IBM 486SLC, 486SLC2, 486SLC3 (az IBM 486DLC 16 bites külső sínnel ellátott verziója, más néven Blue Lightning, kék villám) és IBM 386SLC modelleket gyakran összetévesztik a Cyrix csipekkel, ám ezeknek semmi közük egymáshoz, mivel az IBM csipek egy Intel CPU magon alapulnak. A Texas a processzort 0,8 mikronos CMOS technológiával gyártotta. A processzor 600 000 tranzisztort tartalmaz.
Ezt a modellt 1992 májusában vezették be. Ez, mint a későbbi és híresebb Cyrix Cx5x86 is, egy hibrid CPU, amely egy fejlettebb új CPU jellegzetességeit hordozza magában (ami ebben az esetben az Intel 80486), míg a lábkiosztása hasonló a létező 386SX-éhez, ami lehetővé tette a meglévő alaplap-kialakítások könnyű átalakítását ehhez a csiphez. Órajelének sebessége 20, 25, 33 és 40 MHz lehetett, bár 40 MHz-en nehéz volt megbízhatóan futtatni bizonyos operációs rendszerek alatt. 1992 decemberében a Cyrix kiadta a Cyrix Cx486SLC/e (25, 33 MHz) modellt, amely tartalmazott fogyasztásvezérlést is, és egy kisfeszültségű laptop verziót, a 3,3 voltos Cyrix Cx486SLC/e-V (20, 25 MHz) modellt. 1993 decemberében a Cyrix kiadta az órajelduplázóval felszerelt (25/50 MHz) cx486SLC2 modellt, valamint a 386SX rendszerekbe illeszthető cx486SRx2 modellt (16/33, 20/40 & 25/50 MHz), ami egy jó upgrade lehetőség volt ezekhez a rendszerekhez.
A 486SLC leírható úgy, mint egy 386SX a 486-os utasításkészletével és egy hozzáadott, 1 KiB csipre integrált L1 gyorsítótárral. Sajnálatos módon örökölte a 386SX 24 bites címsínét, ami miatt a processzor legfeljebb 16 MiB DRAM-ot címezhet, és a 16 bites adatutat, ami csökkenti a memória adatátviteli sávszélességét. A 386- és a 486SX-hez hasonlóan, nincs benne lapkára integrált matematikai koprocesszor, de a 486SX-szel ellentétben, képes az Intel 287, 387SX vagy kompatibilis koprocesszor használatára. A 386SX sínjének korlátai és a kisebb L1 gyorsítótár miatt a teljesítménye nem tudott versenyezni a teljes szélességű 32 bites sínnel működő 486SX-ével.
A 486SLC elsősorban nagyon olcsó alsókategóriás alaplapokban és PC klónokban volt használva. Alacsony fogyasztása miatt felhasználták egyes laptopokban is. A 486SLC processzor 32 bites sínű változatban is elkészült, ennek alapjául az i386DX sín szolgált; ez a modell a Cyrix Cx486DLC.

## Fordítás
Ez a szócikk részben vagy egészben  a   Cyrix Cx486SLC című angol Wikipédia-szócikk ezen változatának fordításán alapul.  Az eredeti cikk szerkesztőit annak laptörténete sorolja fel. Ez a jelzés csupán a megfogalmazás eredetét és a szerzői jogokat jelzi, nem szolgál a cikkben szereplő információk forrásmegjelöléseként.